# 핵자기공명 양자 컴퓨터

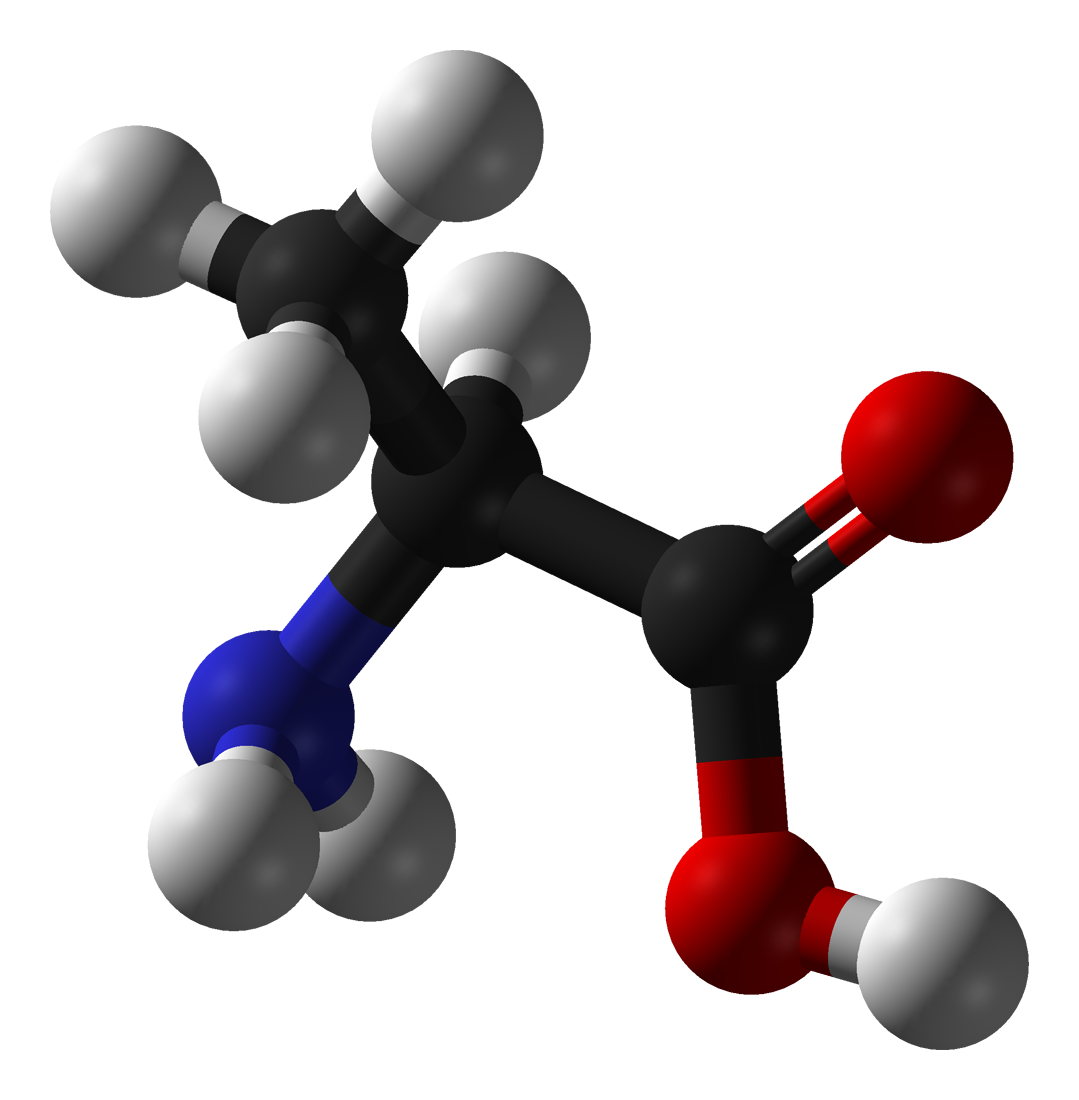
알라닌분자. 핵자기공명을 이용한 양자컴퓨터 개발에 이용되고 있다.여기서 큐빗을 구현하는 것은 검게 표시된 탄소 분자들의 스핀상태를 이용한다.

핵자기공명 양자 컴퓨터(영어: nuclear magnetic resonance quantum computer)는 양자 컴퓨터의 큐빗을 표현하기 위해 분자의 스핀 상태를 이용한다. 핵자기공명(NMR)은 다른 양자 컴퓨터와는 달리 계의 앙상블을 이용하고 있는데, 이 분자에서 앙상블은 열역학적 평형을 이용해 초기화된다. (양자 통계 역학 참조) 수학에서 표현할 때, 이 상태는 밀도 행렬을 통해 표현된다.
{\displaystyle \rho ={\frac {e^{-\beta H}}{\operatorname {Tr} (e^{-\beta H})}},}
이 방정식에서 H는 개개 분자의 해밀토니안이다.
{\displaystyle \beta =({\mbox{Boltzmann constant}}\cdot {\mbox{temperature}})^{-1}={\frac {1}{k\,T}}}
NMR 양자 컴퓨터에서 계산을 할때는 강한 자기장을 걸어둔 앙상블에, 강력한 자석을 이용해 자기장 펄스를 가해서 상태를 바꾼다. (핵자기공명 참조)
NMR 기술을 기반으로 한 양자 알고리즘을 실행해보려는 노력이 몇 번 성공한 예가 있다. 2001년 NMR 양자 컴퓨터를 이용해 7비트 짜리 큐빗을 구현해, 쇼어의 알고리즘을 실행하는 것에 성공했다고 한다.

## 참고 문헌
- Lieven M. K. Vandersypen, Matthias Steffen, Gregory Breyta, Costantino S. Yannoni, Mark H. Sherwood and Isaac L. Chuang (2001). “Experimental realization of Shor's quantum factoring algorithm using nuclear magnetic resonance” 414. Nature: 883–887. doi:10.1038/414883a.
- Review Articles on arxiv.org